# Yvan Blondin
Pour les articles homonymes, voir Blondin.
Le lieutenant-général Yvan Blondin, CMM, CD fut chef d'état-major de la Force aérienne des Forces canadiennes, de 2012 à juillet 2015.

## Annexe